# Bergsveinn Birgisson
Pour les articles homonymes, voir Birgisson.
Bergsveinn Birgisson, né en 1971 à Reykjavik, est un écrivain islandais.

## Biographie
Il étudie les littératures islandaise et comparée à l'université d'Islande, puis à l'université d'Oslo et, enfin, à l'université de Bergen, où il obtient un doctorat en littérature médiévale scandinave en 2008. Il vit en Norvège depuis plusieurs années.
Il publie un premier livre en 1992, le recueil de poésie Íslendingurinn, suivi de Innrás Liljanna en 1997. En 2003, il fait paraître son premier roman, Landslag er aldrei asnalegt, puis Handbók um hugarfar kúa en 2010.
Son roman épistolaire La Lettre à Helga (Svar við bréfi Helgu), paru en 2010, est traduit dans plusieurs langues, notamment en français par les éditions Zulma en 2013, et rencontre un grand succès,.

## Œuvres

### Poésie
- Íslendingurinn (1992)
- Innrás liljanna (1997)
- Drauganet (2011)

### Romans
- Landslag er aldrei asnalegt (2003) Publié en français sous le titre Du temps qu'il fait, traduit par Catherine Eyjólfsson, Arles, Actes Sud, 2020,  (ISBN 978-2847209853)
- Handbók um hugarfar kúa – skáldfræðisaga (2009)
- Svar við bréfi Helgu (2010) Publié en français sous le titre La Lettre à Helga, traduit par Catherine Eyjólfsson, Paris, Zulma, 2013  (ISBN 978-2-84304-646-9) ; réédition, Paris, Zulma, coll. « Z/A », 2018  (ISBN 978-2-84304-824-1)
- Soga om vêret (2014)
- Geirmundar saga heljarskinns. Íslenzkt fornrit (2015)
- Lifandilífslækur (2018)
- Kolbeinsey (2021) Publié en français sous le titre Déperdition de la chaleur humaine, traduit par Catherine Eyjólfsson, Paris, Gaïa, 2023  (ISBN 978-2330173548)

### Autres publications
- Inn i skaldens sinn. Kognitive, estetiske og historiske skatter i den norrøne skaldediktingen (2008)
- Den svarte vikingen (2013)